# Burzsuk község
Burzsuk község (románul: Comuna Burjuc) község Hunyad megyében, Romániában. Központja Burzsuk, beosztott falvai Bradacel, Glodgilesd, Petresd, Tataresd, Tisza.

## Népessége
A 2011-es népszámlálás adatai alapján a község népessége 873 fő volt.